# Крымский железнодорожный тоннель
Кры́мский железнодоро́жный тонне́ль — инфраструктурное сооружение на подходе к Крымскому мосту, в составе Крымской железной дороги.

## История
Проектом крымского подхода предусматривалось создание двухпутной 18-километровой железнодорожной линии и новой железнодорожной станции Керчь-Южная, реконструкция станции Багерово и создание ряда путепроводов и железнодорожного тоннеля.
Строительство тоннеля выполнено тоннельно-строительным управлением ТСУ-15; работы велись   с конца 2017 года одновременно с северной и южной сторон. В ходе подземных работ на поверхность было поднято более 60 тысяч кубометров грунта. 18 января 2019 года была завершена прокладка тоннеля.
Тоннель является режимным объектом, с вооруженной охраной. Также, тоннель обслуживается специальной железнодорожной бригадой и МЧС.

## География
Находится в 6 километрах от Крымского моста между станциями Керчь-Южная и Багерово, невдалеке от транспортной развязки на 9-м километре трассы «Керчь - Феодосия» (бывшая «Автодорога М-17»). Поблизости находятся грязевые вулканы.

## Характеристики
- Длина: 950 метров.
- Ширина: 10,6 метров.
  - два железнодорожных пути.
- Высота: 8,6 метра.
  - что позволяет провести электрификацию переменным напряжением: ~27 кВ.

Тоннель строго прямой: все изменения траектории железнодорожного пути происходят до и после него.
Сооружение рассчитано на сейсмичность 9 баллов.
Рядом с тоннелем (параллельно ему) проложена штольня для эксплуатации, выполненная с помощью щитового комплекса диаметром более 4 метров. Она также выполняет функции аварийного выхода из тоннеля. Построены диспетчерский пункт, насосная станция пожаротушения, пункты обогрева, трансформаторные подстанции и другие объекты.